# Hässelby gård (Stockholms tunnelbana)
Hässelby gård ist eine oberirdische Station der Stockholmer U-Bahn. Sie befindet sich im Stadtteil Hässelby gård. Die Station wird von der Gröna linjen des Stockholmer U-Bahn-Systems bedient. Sie gehört zu den eher mäßig frequentierten Stationen des U-Bahn-Netzes. An einem normalen Werktag steigen 5.800 Pendler hier zu.
Die Station wurde am 1. November 1956 in Betrieb genommen, als der U-Bahn-Abschnitt Vällingby-Hässelby gård eingeweiht wurde und war bis zum 15. Oktober 1958 die Endstation der Linie T19. Diese wurde 1958 bis zu ihrem jetzigen Endpunkt Hässelby strand verlängert. Die Station verfügt über zwei oberirdische Gleise. Die Station liegt zwischen den Stationen Johannelund und Hässelby strand. Bis zum Stockholmer Hauptbahnhof sind es etwa dreizehn Kilometer.

## Reisezeit
| Linie | bis Station     | Reisezeit | bis Station                                  | Reisezeit                          |
| T19   | Hässelby strand | 3 min     | Åkeshov Alvik T-Centralen Gamla stan Slussen | 11 min 18 min 31 min 32 min 34 min |
| T19   | Hagsätra        | 53 min    | Åkeshov Alvik T-Centralen Gamla stan Slussen | 11 min 18 min 31 min 32 min 34 min |